# Google Pay Send
Google Pay Send (ehemals: Google Wallet) ist ein Online-Bezahldienst des US-amerikanischen Unternehmens Google, mit dem Geld elektronisch gesendet und empfangen werden kann. Google Wallet war der Nachfolger von Google Checkout. Der Dienst wurde erstmals am 19. September 2011 auf dem Samsung Nexus S zur Verfügung gestellt.
Ab dem 8. Januar 2018 haben sich Android Pay und Google Wallet zu einem einzigen Bezahlsystem namens Google Pay zusammengeschlossen.

## Geschichte
Der Vorgänger Google Checkout (englisch für „Google Kasse“) wurde am 21. November 2013 eingestellt und durch Wallet ersetzt. Erstmals zur Verfügung stand Google Checkout in den USA am 28. Juni 2006.
Der Dienst bot ursprünglich die Möglichkeit, mit dem Mobiltelefon im stationären Handel zu bezahlen. Bevor dort bezahlt werden konnte, musste eine PIN auf dem Mobiltelefon eingegeben werden. Das Smartphone musste einen Near-Field-Communication-Chip haben. Diese Funktion wurde mittlerweile eingestellt und durch Android Pay ersetzt.

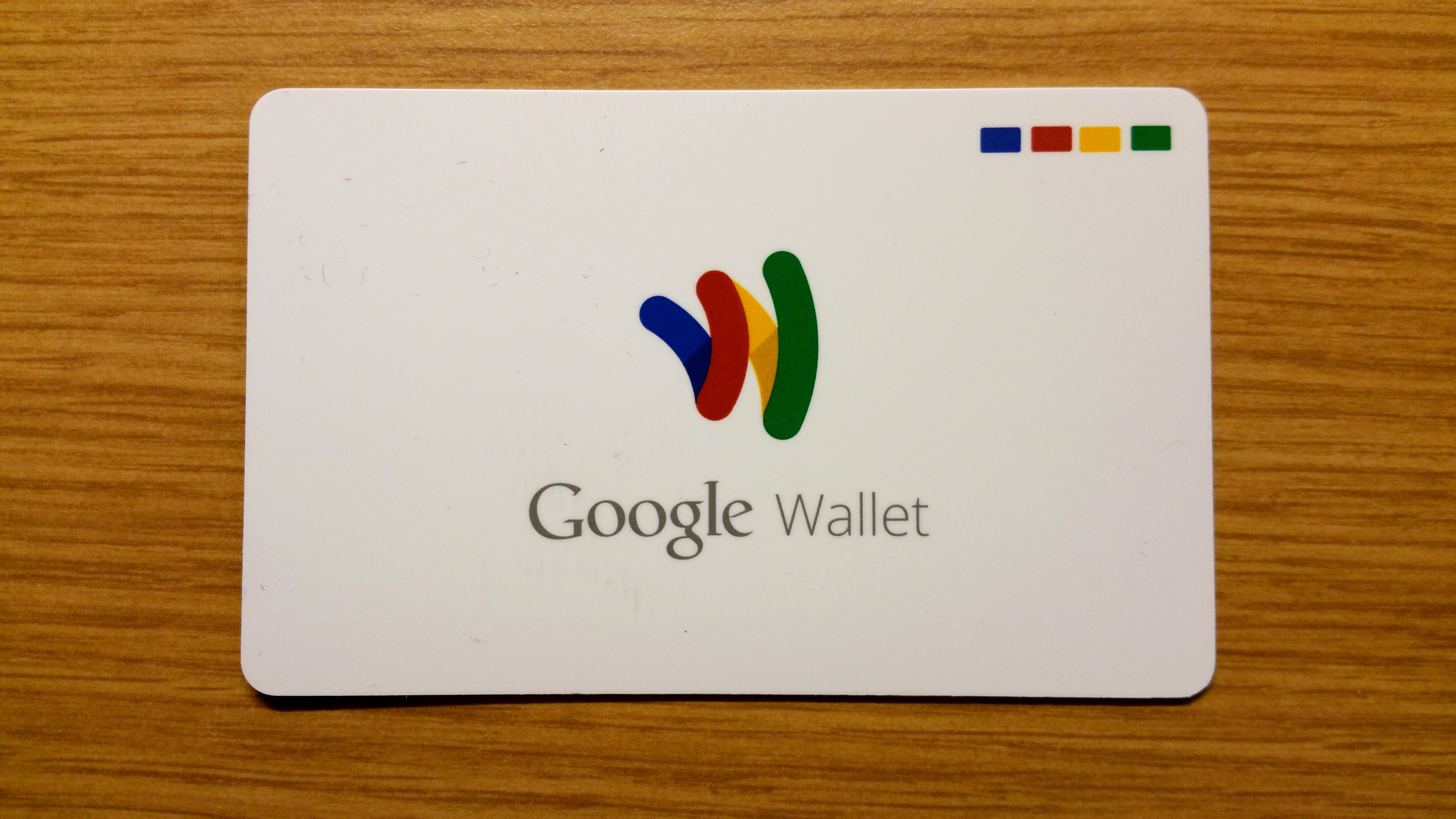
Die „Google Wallet Card“

Mit der „Google Wallet Card“, einer Debitkarte, konnte mit dem Wallet-Guthaben in allen US-Geschäften bezahlt werden, die Mastercard unterstützen. Die Unterstützung für diese Karte wurde am 30. Juni 2016 eingestellt.
Anfang 2018 hat Google angekündigt, dass die beiden Dienste Android Pay und Google Wallet in Zukunft unter der Marke Google Pay zusammengeführt werden sollen.

## Funktionen
Google Pay Send kann seit September 2015 dazu benutzt werden, innerhalb der Vereinigten Staaten Geld an andere Nutzer zu senden oder anzufordern. Dafür stehen Apps für Android und iOS zur Verfügung. Über Google Pay Send kann zudem Geld via Gmail gesendet werden. Dies ist in den USA und im Vereinigten Königreich möglich.
Die Anmeldung ist mit einem Google-Konto möglich, außerdem sind die Angaben einer Debit- oder Kreditkarte notwendig (Visa, Amex, Mastercard oder Discover).